# Superstratomyces
Superstratomyces ist die einzige Gattung der einzigen Familie Superstratomycetaceae der Schlauchpilze, die alleine die Ordnung Superstratomycetales bilden.

## Merkmale
Superstratomyces-Arten finden sich nur in der Nebenfruchtform und bilden daher keine richtigen Fruchtkörper, sondern  fruchtkörperähnliche Strukturen, die Pyknidien. Diese sind oberflächlich, einzeln oder zusammenwachsend, braun bis schwarz, kahl und kugelig. Bei Reife produzieren sie eine weiße Masse schleimiger Konidien. Die Wand der Pyknidien ist pseudoparenchamtisch, sie ähnelt also einem echten Gewebe, mit einer sogenannten textura angularis. Sie besteht aus drei bis fünf Schichten blassbrauner bis brauner Zellen. Setae können vorhanden sein, die aufrecht oder zurückgebogen sind, septiert und warzig bis knotig sind. die Konidienträger sind entweder zurückgebildet zu kondiogenen Zellen oder verzweigt, durchscheinend, glattwandig mit endständigen oder eingeschobenen konidiogenen Zellen. Diese sind phialidisch, durchscheinend, glattwandig, zylindrisch bis tonnen- oder flaschenförmig. Die Kondien sind auch durchscheinend, unseptiert, glatt- und dünnwandig. Sie besitzen Tröpfchen (guttulat) und sind zylindrisch bis kahnförmig oder eiförmig.

## Lebensweise
Superstratomyces-Arten wurden bisher nur selten gefunden. Sie wurden zuerst auf mit Öl imprägniertem Holz in den Niederlanden und Australien gefunden. Superstratomyces flavomucosus wurde in Westaustralien von einem Blatt des Silberbaumgewächses Hakea multilinearis isoliert. Superstratomyces tardicrescens wurde in South Carolina aus einem menschlichen Auge isoliert.

## Systematik und Taxonomie
Die Gattung Superstratomyces wurde 2016 von Elke van Nieuwenhuijzen, Jolanta Miadlikowska, Jos Houbraken, Olaf C. G. Adan, François Lutzoni und Robert A Samson aufgestellt und gleichzeitig in die neue Familie Superstratomycetaceae und neue Ordnung Superstratomycetales gestellt. Allerdings wurde sie nicht valide beschrieben. Dies wurde dann 2021 nachgeholt. Der Name leitet sich vom Lateinischen Super oberhalb, oben, und stratum für Schicht ab.
Nach Index Fungorum zählen folgende vier Arten zur Gattung (Stand Mai 2022):
- Superstratomyces albomucosus
- Superstratomyces atroviridis
- Superstratomyces flavomucosus
- Superstratomyces tardicrescens